# Liste des ministres algériens de l'Intérieur
La liste qui suit a été mise à jour le 23 mars 2023.
Le titulaire du poste de ministre de l'Intérieur, des Collectivités locales et de l'Aménagement du territoire en Algérie est chargé de la supervision des questions intérieures du pays au sein du gouvernement. Cela inclut la gestion des collectivités locales et l'aménagement du territoire.
Cet article présente la liste des ministres algériens de l'Intérieur depuis 1958. Le titulaire actuel est Brahim Merad.

## Liste des ministres
| Image | Ministre                           | Début             | Fin               | Gouvernement |
| ----- | ---------------------------------- | ----------------- | ----------------- | --- |
|       | Lakhdar Bentobal (FLN)             | 19 septembre 1958 | 9 août 1961       | gouvernement provisoire algérien I et II |
|       | Krim Belkacem (FLN)                | 9 août 1961       | 22 juillet 1962   | gouvernement provisoire algérien III |
|       | Ahmed Medeghri (FLN)               | 27 septembre 1962 | 10 décembre 1974  | gouvernement Ben Bella I, II et III gouvernement Boumediène I II et III                                                                                        |
|       | Mohamed Ben Ahmed Abdelghani (FLN) | 20 décembre 1974  | 15 juillet 1980   | gouvernement Boumediène III et IV gouvernement Abdelghani I |
|       | Boualem Benhamouda (FLN)           | 15 juillet 1980   | 12 janvier 1982   | gouvernement Abdelghani II |
|       | M'hamed Yala (FLN)                 | 12 janvier 1982   | 13 juin 1987      | gouvernement Abdelghani III gouvernement Brahimi I et II |
|       | El Hadi Khediri (FLN)              | 13 juin 1987      | 9 novembre 1988   | gouvernement Brahimi II |
|       | Aboubakr Belkaid                   | 5 novembre 1988   | 9 septembre 1989  | gouvernement Merbah |
|       | Mohamed Salah Mohammedi (FLN)      | 9 septembre 1989  | 5 juin 1991       | gouvernement Hamrouche |
|       | Abdelatif Rahal (FLN)              | 5 juin 1991       | 15 octobre 1991   | gouvernement Ghozali I |
|       | Larbi Belkheir (FLN)               | 16 octobre 1991   | 19 juillet 1992   | gouvernement Ghozali II et II |
|       | Mohamed Hardi                      | 19 juillet 1992   | 21 août 1993      | gouvernement Abdesslam |
|       | Salim Saadi (FLN)                  | 21 août 1993      | 11 avril 1994     | gouvernement Malek |
|       | Abderrahmane Meziane Chérif (FLN)  | 11 avril 1994     | 2 juillet 1995    | gouvernement Sifi I |
|       | Mostefa Benmansour (FLN)           | 2 juillet 1995    | 27 novembre 1995  | gouvernement Sifi I |
|       | Mohamed Salah Dembri (FLN)         | 27 novembre 1995  | 5 janvier 1996    | gouvernement Sifi II |
|       | Mostefa Benmansour (FLN)           | 5 janvier 1996    | 14 décembre 1998  | gouvernement Ouyahia I et II |
|       | Abdelmalek Sellal (RND)            | 15 décembre 1998  | 23 décembre 1999  | gouvernement Hamdani |
|       | Noureddine Yazid Zerhouni (FLN)    | 23 décembre 1999  | 28 mai 2010       | gouvernement Benbitour gouvernement Benflis I, II et III gouvernement Ouyahia III, IV et V gouvernement Belkhadem I et II gouvernement Ouyahia VI, VII et VIII |
|       | Dahou Ould Kablia (FLN)            | 28 mai 2010       | 11 septembre 2013 | gouvernement Ouyahia IX gouvernement Sellal I |
|       | Tayeb Belaiz (FLN)                 | 11 septembre 2013 | 14 mai 2015       | gouvernement Sellal II et III |
|       | Noureddine Bedoui                  | 14 mai 2015       | 31 mars 2019      | Gouvernement Sellal IV gouvernement Tebboune gouvernement Ouyahia X                                                                                            |
|       | Salah Eddine Dahmoune              | 31 mars 2019      | 19 décembre 2019  | gouvernement Bedoui |
|       | Kamel Beldjoud                     | 19 décembre 2019  | 9 septembre 2022  | gouvernement Bedoui gouvernement Djerad I,II et III gouvernement Benabderrahmane                                                                               |
|       | Brahim Merad                       | 9 septembre 2022  | en fonction       | gouvernement Benabderrahmane |